# Orest Banach
Orest “Orri” Banach (ukr. Орест Банах, ur. 31 marca 1948 roku w Neu-Ulm, RFN) – niemiecko-amerykański piłkarz pochodzenia ukraińskiego, występujący na pozycji bramkarza.

## Kariera piłkarska

### Kariera klubowa
Urodził się w RFN, ale jeszcze w dzieciństwie razem z rodzicami wyjechał do stanu Illinois w USA. W 1965 ukończył East Leyden High School we Franklin Park. Rozpoczął karierę piłkarską w drużynie Ukrainian Lions, która występowała w National Soccer League – Chicago. W 1966 przeniósł się do kanadyjskiego klubu Toronto Roma, występującym w Eastern Canada Professional Soccer League. Po dwóch sezonach powrócił do USA, gdzie grał w North American Soccer League w klubach Boston Beacons, Baltimore Bays i St. Louis Stars.

### Kariera reprezentacyjna
W latach 1969–1972 bronił barw narodowej reprezentacji USA. Rozegrał dwa mecze przeciwko Haiti i dwa przeciwko Kanadzie.